# Передерій Ольга Едуардівна
О́льга Едуа́рдівна Передері́й (* 1994) — українська гандболістка; лінійна.

## З життєпису
Народилась 1994 року в місті Запоріжжя. Займається гандболом від 2007-го. Здобула освіту фармацевта-провізора.
2012 року покинула Україну та ужгородський клуб «Карпати». Виступала в складі російського «ГК Ростов-Дон»; три сезони провела в Росії.
У середині 2010-х була капітанкою жіночої збірної України з гандболу. У відборі брала участь зі збірною України в Чемпіонаті Європи 2014, вибули в першому раунді.
У складі словацького клубу «Ювента» (Михайлівці) разом із Євгенією Левченко виграла чемпіонат та Кубок Словаччини у 2015, 2016 й 2017 роках.
Виступала у французькому клубі «Мец». Гандболістка року України-2019.
2021 року пішла з великого спорту.
Станом на 2023 рік працює як асистент головного тренера національної збірної.